# Adetus proximus
Adetus proximus es una especie de escarabajo del género Adetus, familia Cerambycidae. Fue descrita científicamente por Breuning en 1940.
Habita en Paraguay. Los machos y las hembras miden aproximadamente 7,5 mm.